# 1955年台灣決議案
1955年福爾摩沙決議案（Formosa Resolution of 1955），是指1955年1月29日，由美國國會通過的一項決議案。本案事涉當時美国外交政策，因為它授權了美國總統可以在其認為有必要時，派遣美軍到福爾摩沙、澎湖群島，協助中華民國政府防衛該地區。
本法案1月25日在眾議院以410比3票，1月28日在參議院以85比3票通過，1月29日由艾森豪簽署生效。1974年10月26日，本案被廢止。